# Don Powell
Donald George Powell (født 10. september 1946 i Bilston, Staffordshire, England) er en engelsk trommeslager og percussionist, mest kendt som grundlægger af den britiske glam rock-gruppe Slade.

## Opvækst
Som barn var Don Powell spejder og fattede her interesser for trommer efter at have deltaget i en parade. Den unge Powell gik også til boksning, men var nødt til at holde op på grund af en øreinfektion. Han arbejdede i et lille jernstøberi, inden han blev professionel trommeslager.

## Tidlig karriere
Don Powell spillede i bandet The Vendors, hvor guitaristen Dave Hill senere stødte til. The Vendors blev til The N'Betweens, og violinisten/bassisten Jimmy Lea blev antaget efter en optagelsesprøve. Powell lagde nu mærke til Noddy Holder, der spillede med gruppen Steve Brett & The Mavericks, og han og Hill fik Holder med i The N'Betweens. Bandet gendannedes som Ambrose Slade, forkortede navnet til Slade, og succesen begyndte.

## Tiden i Slade
Don Powell var bandets humorist og bandets hårdtslående trommeslager. Han skrev nogle af Slades tidlige sange sammen med især Jim Lea. Mange af dem findes på Slades 1970-album Play it Loud. Han var også med til at skrive Slades top 5-hit Look Wot You Dun med Holder/Lea i 1972.
I 1973, hvor Slade var på sit højeste, kom Don Powell ud for en alvorlig bilulykke, hvor hans 20-årige kæreste Angela blev dræbt. Powell selv blev ilde tilredt og lå i koma. Lægerne frygtede for hans liv og måtte bore hul i hans kranium for at lette det indre tryk. Powell kom sig, og for ham blev arbejdet den bedste terapi. Da top 5-hittet My friend Stan blev indspillet i 1973, gik Powell stadig med stok og måtte løftes op på sit trommesæt. Ved bilulykken mistede Powell både smags- og lugtesansen, ligesom han stadig har problemer med sin hukommelse. Han kan kun huske fra dag til dag ved at tjekke sine optegnelser i en dagbog.

## Tiden efter opløsningen af Slade
Da Slade gik i opløsning i 1991, ejede og drev Don Powell et lille import/eksport-firma, der solgte antikviteter, før han i 1993 sluttede sig til bandet Slade II med bl.a. Dave Hill og sangeren Steve Whalley fra Redbeards from Texas. Bandet turnerer stadig i Europa og har udgivet de to albummer Keep On Rockin og Cum On Let's Party!. Bandets navn blev i 1997 forkortet tilbage til Slade. Endvidere gæsteoptrådte Powell i 2000 i BBCs tv-version af Lorna Doone.

## Privatliv
Don Powell har været gift to gange og bosat i Bexhill-on-Sea, East Sussex, i England. I dag bor han i Sejs-Svejbæk udenfor Silkeborg med sin danske kæreste.
Powell var i 2005 blandt gæsterne på Team Teatret i Herning til forstillingen 'OLIVER T', hvor Charles Dickens historie om Oliver Twist var sat op til fortolkninger af Slades musik.